# Арент, Эдди
Э́дди А́рендт (нем. Eddi Arent), полное имя Ге́бхардт Ге́орг А́рендт (нем. Gebhardt Georg Arendt ; 5 мая 1925, Данциг, Вольный город Данциг — 28 мая 2013, Мюнхен, Германия) — немецкий актёр кино и телевидения, комедиант. Лауреат премии «Шарлих» фестиваля имени Карла Мая и Золотой почетной медали собрания Эдгара Уоллеса.

## Биография
Родился в Данциге (современный Гданьск) 5 мая 1925 года в семье директора водопроводной станции и домохозяйки, в доме, в котором через пять лет родился ещё один немецкий актёр — Вольфганг Фёльц. В дальнейшем оба иногда снимались вместе в фильмах. Начальное и среднее образование получил в родном городе, после чего был призван на военную службу и отправлен на Восточный фронт.
По окончании Второй мировой войны поселился в Баден-Блумберге и начал выступать в кабаре. В 1948—1950 годах служил артистом в литературном кабаре Юргена Хенкелла во французской оккупационной зоне. Некоторое время Арент проработал с Вернером Финком в кабаре «Мышеловка» в Штутгарте и был участником постановок в кабаре «Луковица» в Мюнхене. Первую заметную роль в кино Арент сыграл в 1958 году в фильме «Сталинградский врач». Он получил роль пленника из Восточной Пруссии из-за своего нижнепрусского акцента. Его не приглашали играть в театрах. Однако в 1979 году он появился в комедии «Усталый Теодор» в качестве приглашённого артиста на сцене театра Миллович в Кёльне.
Арент приобрёл широкую известность, как исполнитель ролей манерного дворецкого, плохого полицейского фотографа и ассистента уголовной полиции в фильмах Хорста Вендланда, которые были экранизациями книг Эдгара Уоллеса. Он  также четыре раза сыграл роль злодея, в том числе в своем последнем фильме по книге Эдгара Уоллеса «Тайна белой монахини» — «Жуткий монах» в 1966 году. Арент снялся в трёх экранизациях книг Карла Мая в 1962, 1964 и 1968 годах, в которых сыграл роль авантюриста и искателя приключений, британского лорда Кастельпула. Актёр создал персонаж, в котором благородные манеры джентльмена эффектно сочетались с неуместной чувствительностью. Из-за его популярности среди зрителей у режиссёров существовало крылатое выражение: «Хочешь спастись, к Аренту обратись» (нем. Drehe sparend — dreh mit Arent).
За всю карьеру в кино Арент снялся в более ста картинах — триллерах, комедиях и музыкальных фильмах. Его активная актёрская работа в кино завершилась в конце 1970-х годов. Режиссёр Ханс-Юрген Тёгель занял его в 1978 году в своём режиссёрском дебюте — телевизионной криминальной комедии «Грабитель и жандарм», в которой он сыграл умного мошенника, а его коллега Ганс Путц — глуповатого комиссара. Несмотря на хорошие отзывы о картине, его участие в ней отмечено не было. В 1982 году в скетче «Это сделано» с Феликсом Двораком актёр снова собрал большую аудиторию. Арент, который также писал тексты, отозвался о сериале, как о лучшем из всех, в которых он когда-либо снимался. Вместе с Харальдом Юнке в скетче «Харальд и Эдди» актёр достиг пика популярности в конце 1980-х годов. Повторные фильмы по книгам Эдгара Уоллеса, которые транслировались в два сезона в 1996 и 2002 годах телекомпаниями RTL Television и Super RTL, в которых он сыграл роль шефа Скотланд-Ярда сэра Джона, не достигли популярности его прежних фильмов.

### Личная жизнь
В 1959 году Эдди Арент сочетался браком с Франциской, урождённой Гансльмайер, администратором гостиницы в Фатерштеттене, от которой имел сына Мариуса Арента. В 1993 году в Титизе-Нойштадте он приобрёл, построенный в 1899 году, традиционный отель «Нойштадер Хоф». В 2004 году актёр обанкротился, и в конце февраля 2005 года отель был закрыт. За это время Арент впал в депрессию, которая была спровоцирована сообщениями СМИ о его тяжёлом финансовом положении. В конце 2011 году актёр овдовел и переехал в дом престарелых в Вальдмюнхен. Лишь в последние годы жизни он поселился у сына в Мюнхене. Арент, у которого была деменция, скончался 28 мая 2013 года. Его могила находится на кладбище в Хохмуттинге в коммуне Обершлайсхайм.

## Награды
В 1997 году Арент получил премию «Шарлих», самую известную награду, связанную с именем Карла Мая. В 1999 году ему была присуждена Золотая почетная медаль собрания Эдгара Уоллеса в Титизе-Нойштадте.

## Фильмография
| Год  | Фильм                                                                         | Режиссёр                  | Персонаж                         |
| ---- | ----------------------------------------------------------------------------- | ------------------------- | -------------------------------- |
| 1954 | «С тобой всегда было так мило» (нем. Bei Dir war es immer so schön)           | Ганс Вольф                | эпизодическая роль               |
| 1956 | «Примерный муж» (нем. Der Mustergatte)                                        | Эрик Оде                  | эпизодическая роль               |
| 1957 | «Врач из Сталинграда» (нем. Der Arzt von Stalingrad)                          | Геза Радваньи             | военнопленный                    |
| 1958 | «Этим не убить моряка» (нем. Das haut einen Seemann doch nicht um)            | Артур Мария Рабенальт     | моряк Калле                      |
| 1958 | «Козел отпущения Шпатценхаузен» (нем. Der Sündenbock von Spatzenhausen)       | Герберт Бруно Фредерсдорф | Леопольд Люгауэр                 |
| 1958 | «Маленькие люди бывают очень большими» (нем. Kleine Leute mal ganz groß)      | Герберт Бруно Фредерсдорф | Алоис Кнопф                      |
| 1959 | «Микош на секретной службе» (нем. Mikosch im Geheimdienst)                    | Франц Маришка             | майор Клаус Дитер, граф Шнакевич |
| 1959 | «Перцы» (нем. Paprika)                                                        | Курт Вильгельм            | эпизодическая роль               |
| 1959 | «Лягушка в маске» (нем. Der Frosch mit der Maske)                             | Харальд Райнль            | Джеймс Батлер                    |
| 1959 | «Лето, которое ты никогда не забудешь» (нем. Ein Sommer, den man nie vergißt) | Вернер Якобс              | Рупрехт                          |